# Chouaguens
Le terme de chouaguens (selon la prononciation vulgaire, "chouayen") est un surnom donné par les Canadiens aux collaborateurs, dans le Bas-Canada, du parti des bureaucrates, allié du gouverneur, à l'époque des luttes du Parti canadien au début du XIXe siècle (en particulier lors de la révolte de 1837-1838) puis patriote contre la Clique du château.

## Histoire
Le surnom, à ne pas confondre avec chouan, est issu de l'histoire militaire récente de la colonie canadienne : durant un affrontement par ailleurs victorieux des troupes menées par Montcalm au Fort Chouaguen, certains éléments parmi les troupes franco-canadiennes avaient flanché et s'étaient mérité ce surnom moqueur.
Depuis l'Acte constitutionnel de 1791 qui crée la province du Bas-Canada et lui accorde une assemblée, une opposition politique s'est définie dans les termes suivants : à l'Assemblée, la majorité des députés représentent les intérêts de la majorité canadienne-française. Une minorité défend les intérêts de la minorité britannique et protestante, qui exerce une domination sur les hautes fonctions politiques et le grand commerce. L'exécutif, selon cette constitution, relève du gouverneur ; il nomme les membres du conseil exécutif, ainsi que du conseil législatif (équivalent du Sénat dans la constitution canadienne de 1867). L'exécutif n'est pas responsable devant la chambre des députés.
Ainsi, le gouvernement est capable de gouverner en fonction des intérêts de la minorité dominante ; la Chambre octroie toutefois les budgets et passe des lois, ce qui génère une certaine tension. Dans ce contexte, une partie de l'élite canadienne, parmi les seigneurs, et dans une moindre mesure le haut-clergé, ralliée par l'Acte de Québec de 1774, s'allie au parti anglais, et s'assure ainsi de maintenir un accès aux emplois de la fonction publique. Autour de cette élite s'agglutinent quelques bourgeois et petit-bourgeois qui occupent des emplois subalternes au service des dirigeants de la clique.
Ce clivage est également idéologique ; le parti tory rassemble des gens attachés à la constitution britannique mais voulant en priver les Canadiens, qui sont aussi des détracteurs des régimes républicains de France et des États-Unis. Parmi la noblesse canadienne qui se rallie à ce parti, il se trouve également des adversaires des principes républicains voire, des principes libéraux, proches de la sensibilité des ultras qui appuient la Restauration en France. À l'inverse, les Patriotes s'inspirent des régimes républicains (ainsi que des éléments les plus libéraux du régime britannique).